# بوغدان شوست
بوغدان شوست (بالأوكرانية: Шуст Богдан Романович)‏ (مواليد 4 مارس 1986) هو لاعب كرة قدم. يلعب مع منتخب أوكرانيا لكرة القدم. سبق له أن لعب في كأس العالم لكرة القدم مع منتخب بلاده.

## روابط خارجية
- بوغدان شوست على موقع اتحاد أوكرانيا (الإنجليزية)
- بوغدان شوست على موقع قاعدة بيانات كرة القدم.إي يو (الإنجليزية)
- بوغدان شوست على موقع ناشيونال فوتبول تيمز (الإنجليزية)
- بوغدان شوست على موقع Soccerway.com (الإنجليزية)
- بوغدان شوست على موقع عالم كرة القدم.نت (الإنجليزية)
- بوغدان شوست على موقع AS.com (الإسبانية)